# دیوید گابورو
دیوید گابورو (انگلیسی: Davide Gabburo؛ زادهٔ ۱ آوریل ۱۹۹۳ ‏(۳۱ سال)) دوچرخه‌سوار اهل ایتالیا است.
از باشگاه‌هایی که در آن بازی کرده‌است می‌توان به باردیانی–سی‌اس‌اف، ویلیر تریستینا–سله ایتالیا، و اندرونی جوکاتولی–سیدرمک اشاره کرد.